# Ruta dels Orígens
La Ruta dels Orígens és un itinerari científic-turístic pel Pirineu i Prepirineu català i francès sobre el tema dels Orígens: de l'Univers, de la Terra, de les Espècies i de la Humanitat. Inclou actualment els següents punts: el Parc Arqueològic Didàctic i la Roca dels Bous, a Sant Llorenç de Montgai (Camarasa); el Centre d'Observació de l'Univers (a Àger); la Cité de l'espace i el Museu d'Història Natural, a Tolosa de Llenguadoc; la Ferme des Étoiles, l'Hammeau des Étoiles a Fleurance i el jaciment paleontològic de Montréal-du-Gers (Gers). En cada un dels punts de la ruta s'ofereix al visitant una sèrie d'activitats entorn del tema dels Orígens (observacions, tallers, visites guiades, etc.).
La Ruta és fruit del treball de sis socis catalans i francesos: Consorci del Montsec, Universitat Autònoma de Barcelona, Associació Recerca i Difusió del Patrimoni Històric, la Cité de l'espace, el Muséum de Toulouse-Ajuntament de Toulouse i de l'Association À Ciel Ouvert. El projecte fou programat el 2010 en el marc del Programa Operatiu de Cooperació Transfronterera Espanya-França-Andorra (2007-2013).

## Espai Orígens
L'Espai Orígens és un centre dedicat a la divulgació del patrimoni natural i cultural de l'àmbit turístic del municipi de Camarasa, la comarca de la Noguera i també de la zona del Montsec. Va entrar en funcionament durant el mes de novembre de 2012 i es va inaugurar el 24 de maig de 2013. Les instal·lacions, ubicades al kilòmetre 44 de la carretera C-13 al seu pas per Camarasa, compten amb un espai on s'instal·len exposicions temporals de diferents àmbits, un punt d'informació turística i de venda de productes agroalimentaris locals, i una sala polivalent on es duen a terme activitats destinades a diferents tipus de públic.
El centre fa les funcions de punt d'acollida de la Ruta dels Orígens i també és el punt de sortida per a les visites guiades que es duen a terme a la Roca dels Bous i al tossal d'El Merengue, a més dels tallers que es realitzen al Parc Arqueològic Didàctic de Sant Llorenç de Montgai. L'Espai Orígens és obra de l'arquitecte Lluís de la Fuente i és gestionat per l'Associació Recerca i Difusió del Patrimoni Històric.